# Labidostommatidae
Labidostommatidae  (лат.) — семейство свободноживущих акариформных хищных клещей из подотряда Prostigmata, единственное в составе монотипического инфраотряда Labidostommatina. Около 50 видов. Встречаются всесветно.

## Описание
Среднего размера и относительно крупные клещи с плотными покровами, светлоокрашенные (главным образом, жёлтые или оранжевые). Встречаются в лесной подстилке, среди лишайников и мхов, где они охотятся на различных мелких членистоногих. Хелицеры зубчатые, покровы скульптурированные, первая пара ног удлинённая, используется для осязания. Личинки малоактивные, непитающиеся. Есть три стадии активных нимф. Взрослые стадии передвигаются быстро. Семейство Labidostommatidae выделяется в монотипическое надсемейство Labidostommatoidea в составе отдельной когорты Labidostomatides или инфраотряда Labidostommatina. Рассматриваются базальной и самой примитивной ветвью подотряда Prostigmata. В Европе известны представители трёх родов: Akrostomma, Eunicolina и Labidostomma. Известны ископаемые находки, описанные из Балтийского янтаря (Labidostomma paleoluteum) и ассоциированные с коллемболами.

## Систематика
Выделяют около 10 таксонов родового уровня, но в статусе рода признаётся только 4.
- Род Akrostomma Robaux, 1977 — Голарктика
- Род Eunicolina Berlese, 1911 — Голарктика
- Род Labidostomma Kramer, 1879 — Космополиты
  - Подрод Cornutella Feider & Vasiliu, 1969
    - =Mahunkiella Feider & Vasiliu, 1972

  - Подрод Labidostomma (Labidostomma) Kramer, 1879
  - Подрод Labidostoma (Labidostoma) intermedia[7]
  - Подрод Labidostomma (Pselistoma) Bertrand, 1990[8]
  - Подрод Labidostomma (Atyeonella) Feider & Vasiliu, in Evans 1969
  - Подрод Labidostomma (Nicoletiella) Canestrini, 1882
    - =Nicoletiella Canestrini, 1882
    - =Nicoletia Canestrini & Fanzago, 1877
- Род Sellnickiella Feider & Vasiliu, in Evans 1969
  - Подрод Sellnickiella (Sellnickiella) Feider & Vasiliu, in Evans 1969
  - Подрод Sellnickiella (Dicastriella)
- ?Grandjeanellina Feider & Vasiliu, in Evans 1969